# Isabelle de Gaulmyn
Isabelle de Gaulmyn, née le 11 décembre 1962 à Casablanca, est une journaliste et biographe française.

## Biographie

### Carrière
Isabelle de Gaulmyn est rédactrice en chef du quotidien catholique La Croix, après en avoir été l'envoyée spéciale à Rome de 2005 à 2009. En 2022, elle crée l'espace de débat de La Croix. Elle est également depuis juin 2022 présidente des Semaines sociales de France. Depuis août 2024, elle est productrice déléguée de l'émission Les Matins sur France Culture.

### Interventions médiatiques
Elle est régulièrement invitée à intervenir dans différents médias, en particulier France 5 (à l'émission C dans l'air) ou France Culture. Elle est l'auteur d'une biographie de Benoît XVI et du pape François. Elle intervient depuis septembre 2016 sur France Inter, le samedi matin, pour une chronique intitulée Faut-il y croire ?. Elle est également l'un des intervenants réguliers du podcast Le Nouvel Esprit Public animé par Philippe Meyer. 

### Autrice
Isabelle de Gaulmyn a écrit Histoire d'un silence autour des affaires de pédophilie dans l’Église de Lyon notamment avec les affaires Preynat et Barbarin. Elle y explique comment elle avait prévenu le cardinal Barbarin dès 2005.  
Elle tient une chronique dans La Croix l'Hebdo qui s'intitule « Une foi par semaine ».

## Distinctions
- Chevalière de la Légion d'honneur (2023)[5]

## Publications
- Benoît XVI, le pape incompris, Bayard, 2008
- Qu'arrive-t-il à l'Église aujourd'hui ? (avec Paulin Poucouta, Paul Scolas et Armand Veilleux), éd. Lumen Vitae, 2011
- François, un pape pour tous, Seuil, 2014
- Histoire d'un silence, Seuil, 2016
- Les cathos n’ont pas dit leur dernier mot, Bayard, 2020